# Escursione someggiata

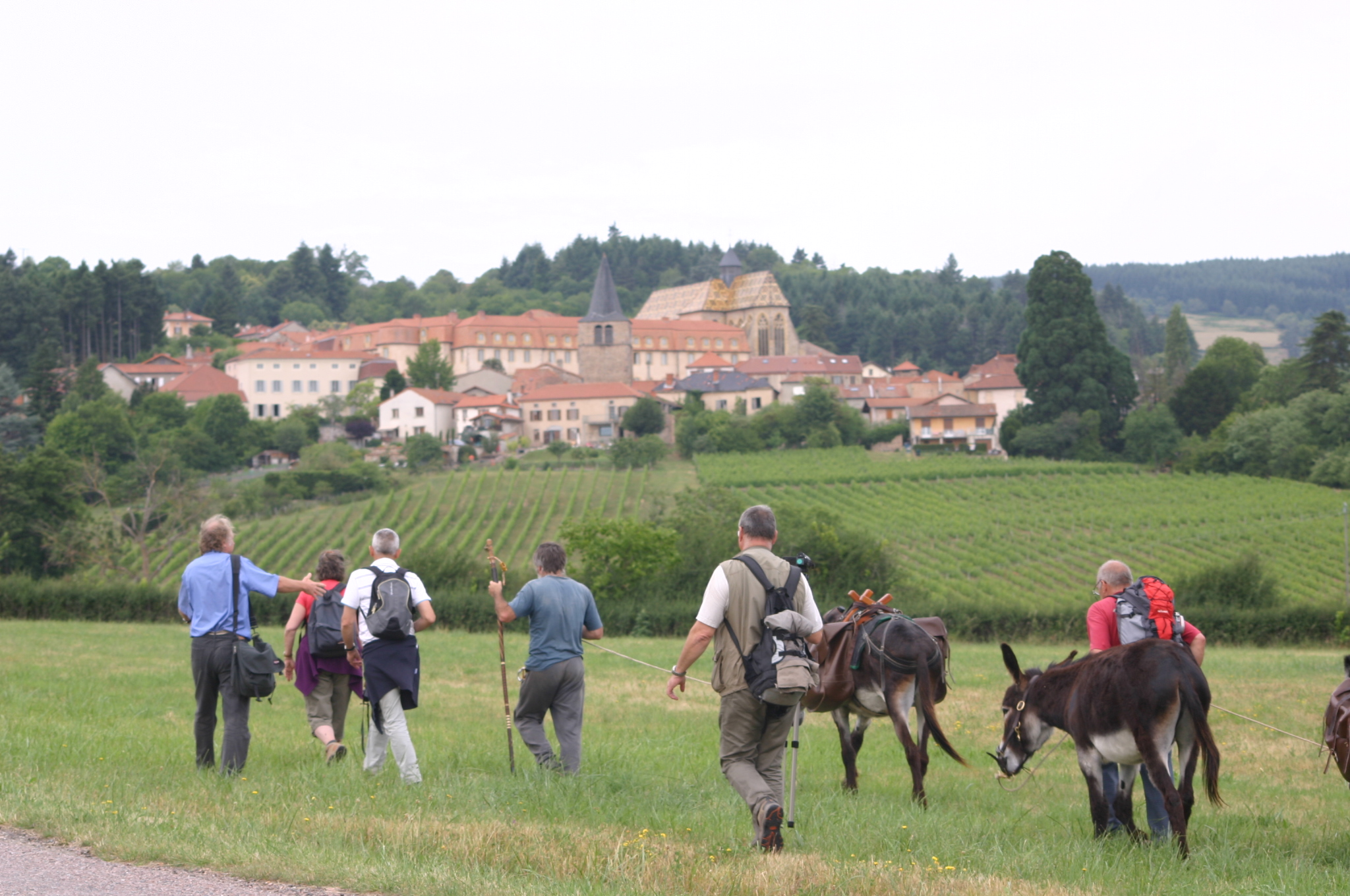
Escursione a Ambierle

Con escursioni someggiate, trekking someggiato, onotrekking, asinotrekking, escursioni, o passeggiate con gli asini, si indica una particolare forma di mobilità dolce che prevede, nelle escursioni in montagna, l'affiancamento di animali da soma, di solito asini o, più di rado, muli (i bardotti sono assai meno utilizzati). 

Gli animali, a differenza di quanto avviene nel trekking equestre, non vengono cavalcati ma accompagnano solamente le persone: si tratta quindi di passeggiate in compagnia degli asini, i quali possono essere usati per trasportare pochi chili di peso, di solito il bagaglio dei turisti o degli escursionisti, il necessario per il pic-nic o per il pranzo al sacco o, per brevi tragitti, anche i bambini, per un peso complessivo consigliato che non deve essere superiore al 30% del peso dell'asino stesso, in generale, intorno ai 40 kg, corrispondente circa al bagaglio di 2 o 3 escursionisti.

## Pratica escursionistica

### Gli operatori
Le escursioni someggiate sono spesso proposte da persone preparate ed esperte di montagna, e dai possessori di questi animali che li noleggiano come parte integrante dell'offerta ecoturistica legata alla montagna.
I viaggi accompagnati da asini hanno un loro precedente illustre, rimasto senza imitazioni per quasi un secolo: il viaggio compiuto da Robert Louis Stevenson e dalla sua compagna di viaggio Modestine, primo asino noto usato a tale scopo, il cui resoconto è descritto nel libro di viaggio In viaggio con un asino nelle Cévennes del 1879. Seppure in seguito rimpianto dall'autore, il viaggio con la bizzosa Modestine non deve avere invogliato altri a seguire l'esempio dello scozzese, soprattutto per l'associazione, nella cultura occidentale, tra gli asini e l'idea di cavalcatura povera, consueta, troppo legata a un mondo contadino per oltre un secolo messo in ombra dai successi dell'industrializzazione nel miglioramento della vita delle persone. All'epoca tale viaggio insieme a un asino deve essere sembrato una strana manìa (l'avrebbero detta manìa d'artista, se Stevenson fosse già stato famoso)..
Nel caso di escursioni accompagnate, gli operatori-guide sono spesso professionisti delle escursioni someggiate che hanno seguito corsi di formazione specifici e posseggono i patentini da Operatori di attività assistita con asino (O.A.A.A.) e/o da Accompagnatore turistico ambientale someggiato (A.T.A.S.).

### Gli asini
Gli asini per le escursioni vengono educati alle passeggiate e difficilmente esibiranno un comportamento bizzoso quanto la Modestine del resoconto di viaggio di Stevenson (vedi box di approfondimento Un precedente illustre), dato che il servizio fa parte dell'offerta turistica.

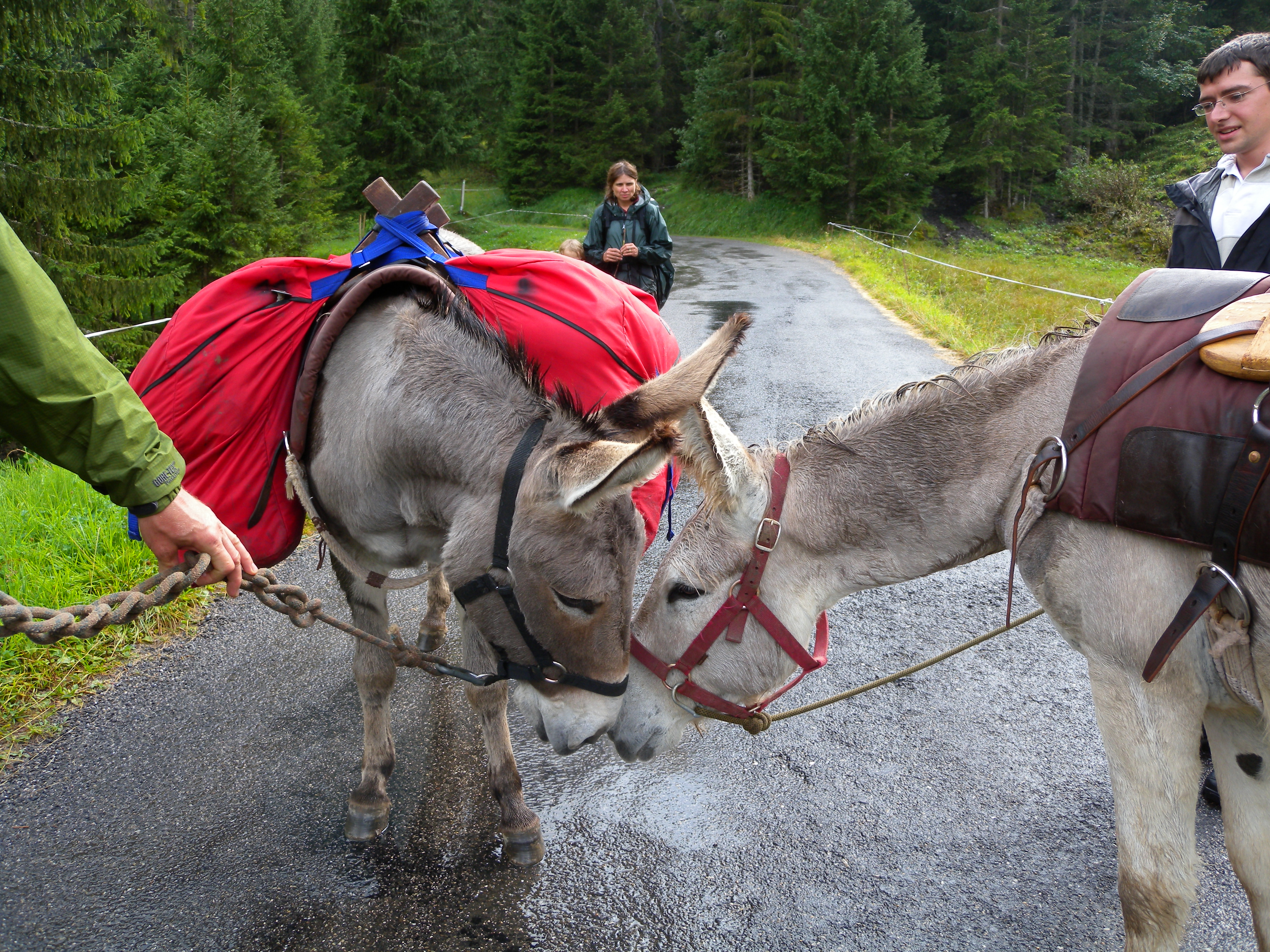
Incontro e socializzazione di due asini durante un'escursione a Sixt-Fer-à-Cheval (Alta Savoia)

Gli asini si abituano per tutto il percorso a essere tenuti con la corda da una persona che li precede, mentre tutti gli altri escursionisti si troveranno a fianco all'asino o leggermente dietro, per sicurezza fuori dalla portata degli zoccoli; gli animali bevono nei corsi d'acqua che incontrano durante il percorso e mangiano l'erba lungo il sentiero, ma la loro alimentazione può venire integrata dall'operatore con una razione aggiuntiva, per esempio di orzo, per completare il loro nutrimento.

### I servizi
In Francia, per garantire ai turisti uno standard di qualità elevato e una visione comune alle aziende aderenti, la Fédération nationale ânes et randonnées francese ha istituito una Carta di qualità dell'offerta turistica, e ha previsto una Guida all'asino, una sorta di manualetto contenente consigli e regole pratiche da consegnare, insieme agli animali, a quei turisti che intraprendono le escursioni senza guida, con asini presi a noleggio allo scopo.
Per fare un esempio di un buon connubio tra modernità e tradizione (in questo caso declinato tra marketing, ecologia e imprenditorialità), l'impresa di Stevenson viene riproposta in chiave moderna ai turisti dall'Associazione "Sur le chemin de R. L. Stevenson", che dal 1994 ha attrezzato e punteggiato il tragitto compiuto dallo scrittore tra Le Monastier-sur-Gazeille e Saint-Jean-du-Gard, indicato come Grande Randonnée n. 70 (GR 70) o Chemin de Stevenson, con stazioni di nolo asini e convenzioni con alberghi, pensioni e abitazioni private adatte ad ospitare anche gli asini dei viaggiatori.

## Tipologie di escursioni
Esistono diverse formule di passeggiate con gli asini.
Le passeggiate organizzate su sentieri facili e ben battuti, accompagnati da un operatore, vengono offerte un po' da tutti e sono le preferite dalle famiglie con bambini.

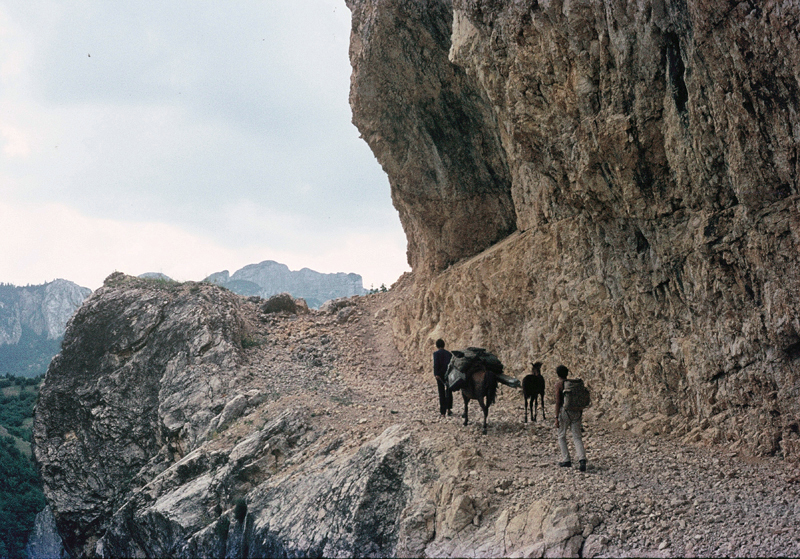
Escursione con un asino in montagna nel 1961.

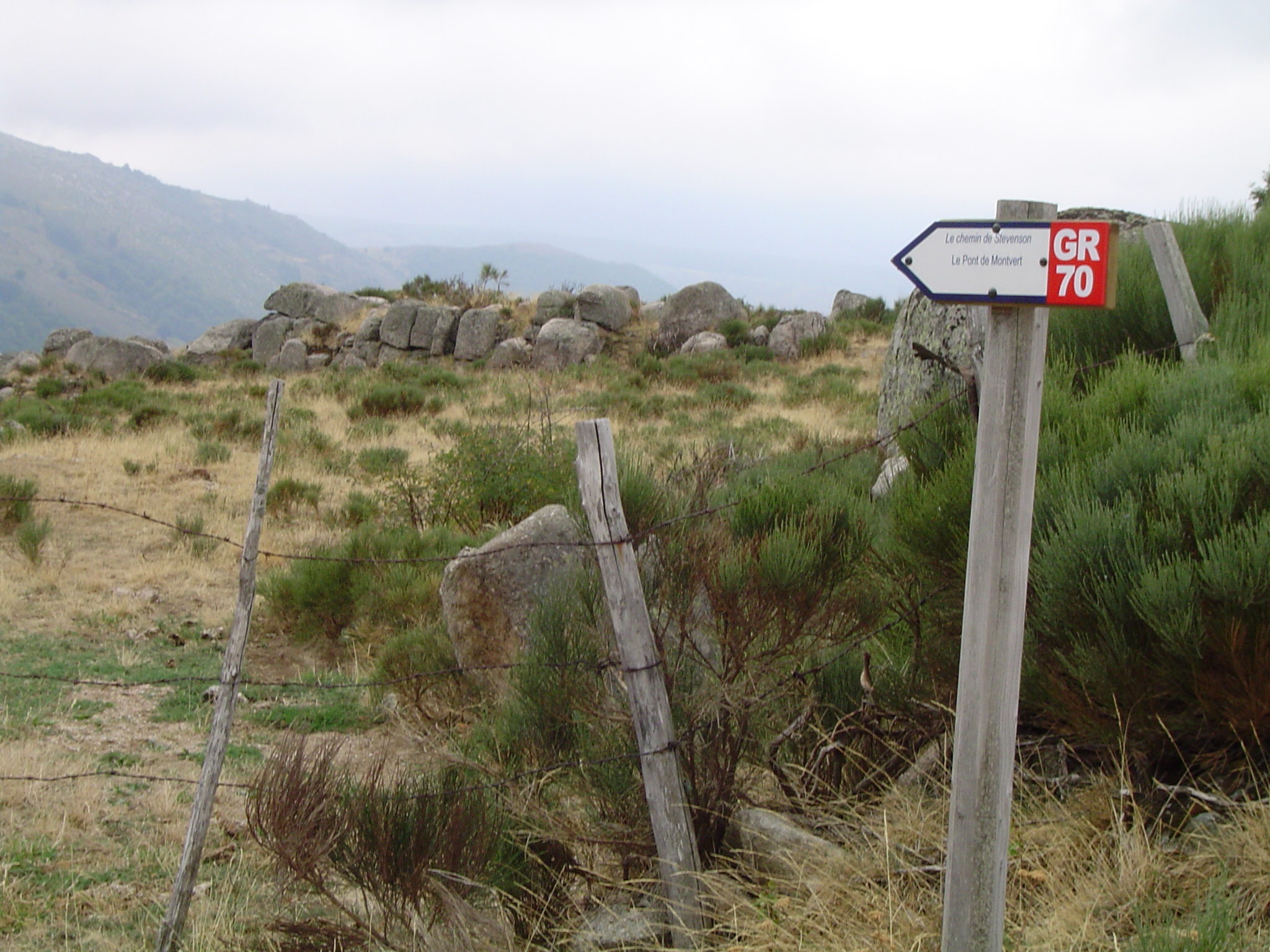
Segnaletica lungo lo Chemin de Stevenson.

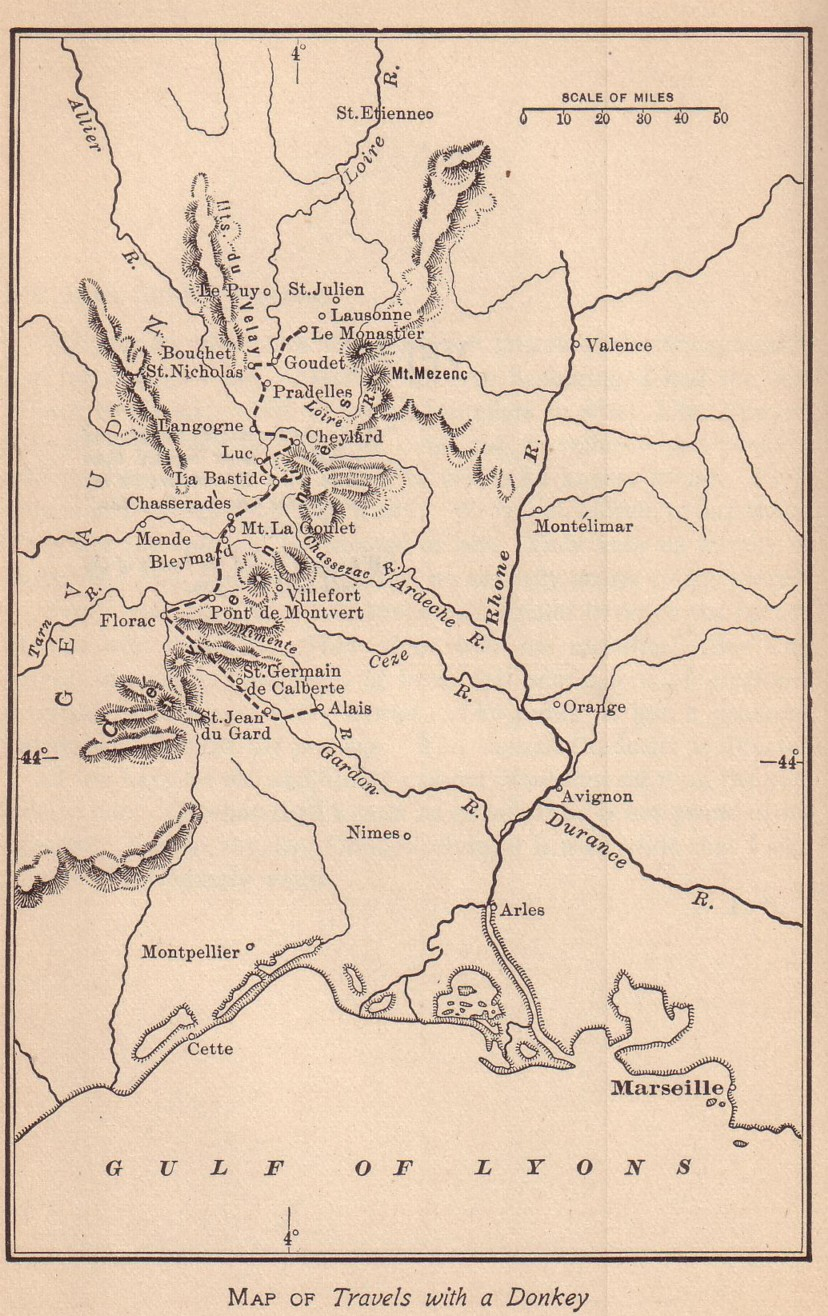
Mappa della Grande Randonnée n. 70 (GR 70), detta anche Chemin de Stevenson.

Alcuni propongono circuiti di durata maggiore, nei quali si può essere accompagnati da un operatore oppure condurre autonomamente gli asini: in questo caso è meglio essere escursionisti esperti e preparati, perché si dovranno gestire da soli l'organizzazione, la durata e la scelta dell'itinerario, la scelta del rifugio o del luogo di sosta e ristoro, ecc. Anche le escursioni guidate possono offrire una formula flessibile in cui essere parzialmente autonomi; per esempio, ci si può unire a un gruppo che si sta muovendo lungo un insieme di sentieri solo per un tratto.
Esiste anche soluzione intermedia, vantaggiosa per chi non è escursionista esperto o non vuole organizzare tutto da solo: un'escursione organizzata da un operatore che si occupa sia della preparazione dell'itinerario e del soggiorno sia della preparazione dell'equipaggiamento, ma che non accompagna gli escursionisti lungo il percorso; la preparazione prevede che alla partenza venga consegnato l'asino già equipaggiato (con la lunghina, la cavezza, il basto e gli accessori per la pulizia dell'asino) insieme a vari consigli tecnici e di condotta.
Aziende specializzate offrono anche soggiorni natura per classi scolastiche o con accoglienza bambini, su percorsi attrezzati e scelti per loro.

## Caratteristiche e vantaggi
Passeggiare con gli asini presenta anche altri vantaggi per gli escursionisti, oltre al trasporto i bagagli e dei bambini se affaticati.
Pragmaticamente, olfatto e vista degli asini sono ottimi, così come il loro senso del pericolo: in situazioni potenzialmente pericolose e poco chiare l'asino metterà sull'avviso gli escursionisti a vari chilometri di distanza dal pericolo stesso. L'asino è meno impulsivo e turbolento del cavallo, e la fama di "testardo" gli viene dal "riflettere" per capire la situazione prima di agire, rivelando in più occasioni la sua intelligenza.
In terzo luogo, l'asino è un animale cooperativo, molto comunicativo, socievole e socializzante: se in media può passeggiare tra i 25 e i 40 km al giorno, di fatto cammina anche in funzione di quanto viene motivato dal gruppo escursionistico, ossia da quanto viene coinvolto e convinto alla fatica e alla bellezza del viaggio da chi lo conduce, e proprio come farebbe un nuovo compagno di viaggio, per esempio un conoscente che, invitato a partecipare all'escursione di un gruppo di amici, dapprima sarà indifferente ai bambini e alle singole persone, per poi, strada facendo, ricercare la loro presenza e il loro affetto man mano che aumenta la conoscenza reciproca. La sua compagnia paziente è particolarmente indicata per le famiglie e i bambini, le passeggiate sono un'ottima attività all'aperto anche per i diversamente abili.

## Storia

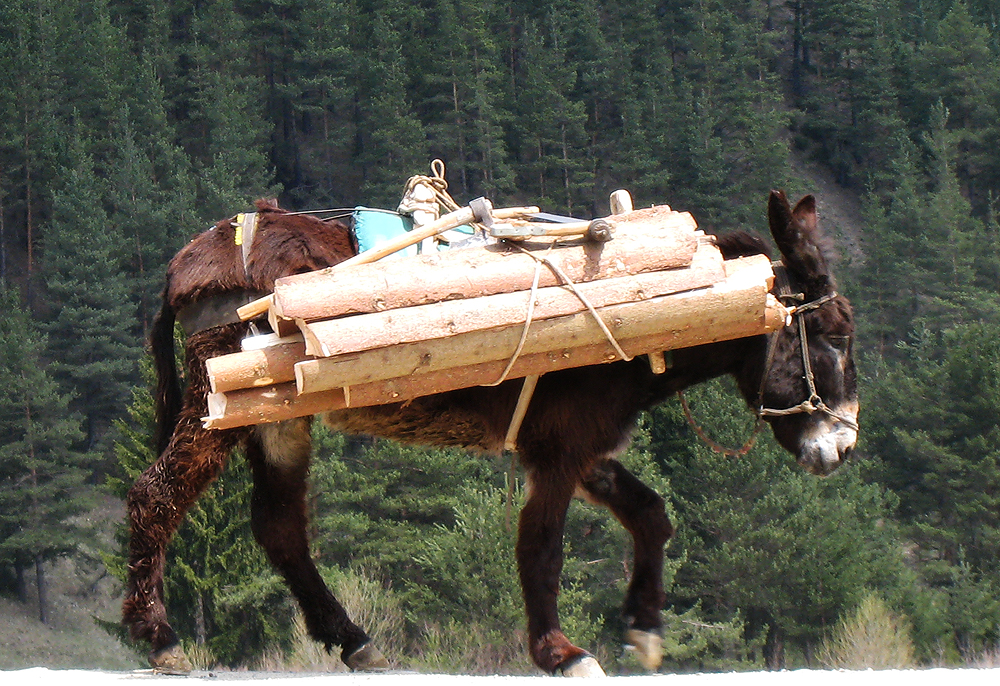
Seppure insolito nel mondo occidentale, l'uso di asini per il trasporto di legna in montagna non è completamente scomparso: qui un esempio in Bulgaria, nel 2007.

L'esigenza di svolgere lavori agricoli o spostare grossi carichi in montagna, per esempio trasportare legna sugli stretti sentieri che si snodano nei boschi, per secoli è stata risolta usando asini, animali pazienti, agili e dalle ridotte dimensioni, scelti per le loro caratteristiche principali: la resistenza alla fatica fisica e la loro docilità. Per lo stesso motivo per secoli l'asino è stato la cavalcatura umile per le persone che non potevano permettersi di andare a cavallo. I muli, a loro volta, hanno fatto la loro parte come fedeli compagni degli Alpini, presenza costante in tutti i libri ambientati nelle trincee durante la prima guerra mondiale. Muli e asini per secoli hanno affiancato gli uomini in montagna, per la quale sono ben adattati.
Ma proprio il fatto che per secoli asini e muli siano stati usati come animali da soma ha fatto sì che in Occidente l'industrializzazione e in particolare la meccanizzazione dei trasporti e l'apertura di nuove strade carrabili in montagna riducesse per molti decenni l'uso di questi animali a vantaggio di autovetture e mezzi agricoli meccanici, e che si impiegassero al limite come carne da macello o per la produzione lattiera, fin quasi alla loro scomparsa dalla cerchia degli animali domestici consueti. Negli anni ottanta, quando in Italia non era ancora iniziato il loro recupero, sul decremento del patrimonio asinino italiano Raffaele Baroncini si esprimeva ancora in maniera pessimistica, dicendo che

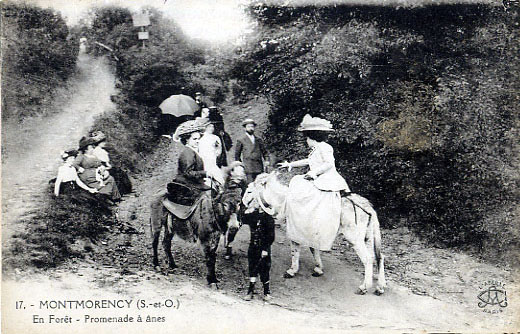
Passeggiata a dorso d'asino in una foto d'inizio Novecento. In passato, scene simili erano consuete: un tempo c'era minor attenzione al benessere dell'animale, cavalcato disinvoltamente anche da persone adulte, grazie a una resistenza fisica che gli permette comunque di sopportarne il peso; per questo, in molte culture l'asino è ancora usato come cavalcatura e anche in Occidente, con i dovuti distinguo, si pratica l'onoturismo.

Oggi in Occidente, superata la necessità dei trasporti e con la rivalutazione della montagna e della natura a scopi turistici negli ultimi decenni del XX secolo, l'andar sui sentieri con gli asini è ripreso e con una connotazione positiva ed ecologista, quindi con una finalità diversa e soprattutto con un rapporto diverso tra uomo e animale.
Se il turismo equestre si è affermato già a partire dai primi anni ottanta, l'onoturismo e le escursioni someggiate che sono nati nello stesso periodo si sono però sviluppati solo a partire dal decennio successivo, con un ulteriore incremento negli anni 2000.
In particolare, in Francia, paese all'avanguardia nelle passeggiate con gli asini, il recupero di questo animale "in via d'estinzione" è iniziato fin dagli anni cinquanta e sessanta per "dar loro un lavoro" e di conseguenza per dare un senso al loro allevamento.
Negli altri paesi il recupero è stato più lento: alla fine degli anni ottanta, negli Stati Uniti si contavano una trentina di Clubs ed Associazioni per l'incremento della popolazione asinina; contemporaneamente l'interesse cresceva anche in Canada, in Australia, in Nuova Zelanda, in Inghilterra e in altri paesi europei, dove si moltiplicavano mostre, raduni e gare che stimolavano l'allevamento e convincevano nuovi sostenitori.
Negli anni ottanta, mentre altrove si parlava di asini tout court, nella pioniera Francia si iniziava a considerare il trekking someggiato come una valida forma di recupero della popolazione asinina.
In Italia l'interesse alle passeggiate con gli asini si è acceso solo verso gli anni novanta per aumentare lentamente nel decennio successivo, pur restando ancora una modalità di escursione poco diffusa seppure in espansione. Le prime escursioni someggiate in Italia si sono svolte nel Parco nazionale dei Monti Sibillini.
In Sardegna questa forma di trekking con l'idea di seguire i sentieri della Transumanza si pratica nella regione dell'Ogliastra dove è praticata ancora .

## La cultura della mobilità dolce
Le escursioni someggiate favoriscono un uso ecocompatibile di questi animali: infatti, l'interesse per questi equini e il loro benessere è un fenomeno recente ed è cresciuto negli ultimi decenni come reazione e valorizzazione consapevole di "una parte di mondo in via di estinzione", per questo, passeggiare con gli asini aiuta a ricollocare gli asini stessi nel loro rapporto con l'uomo, dando loro una nuova funzione socializzante.

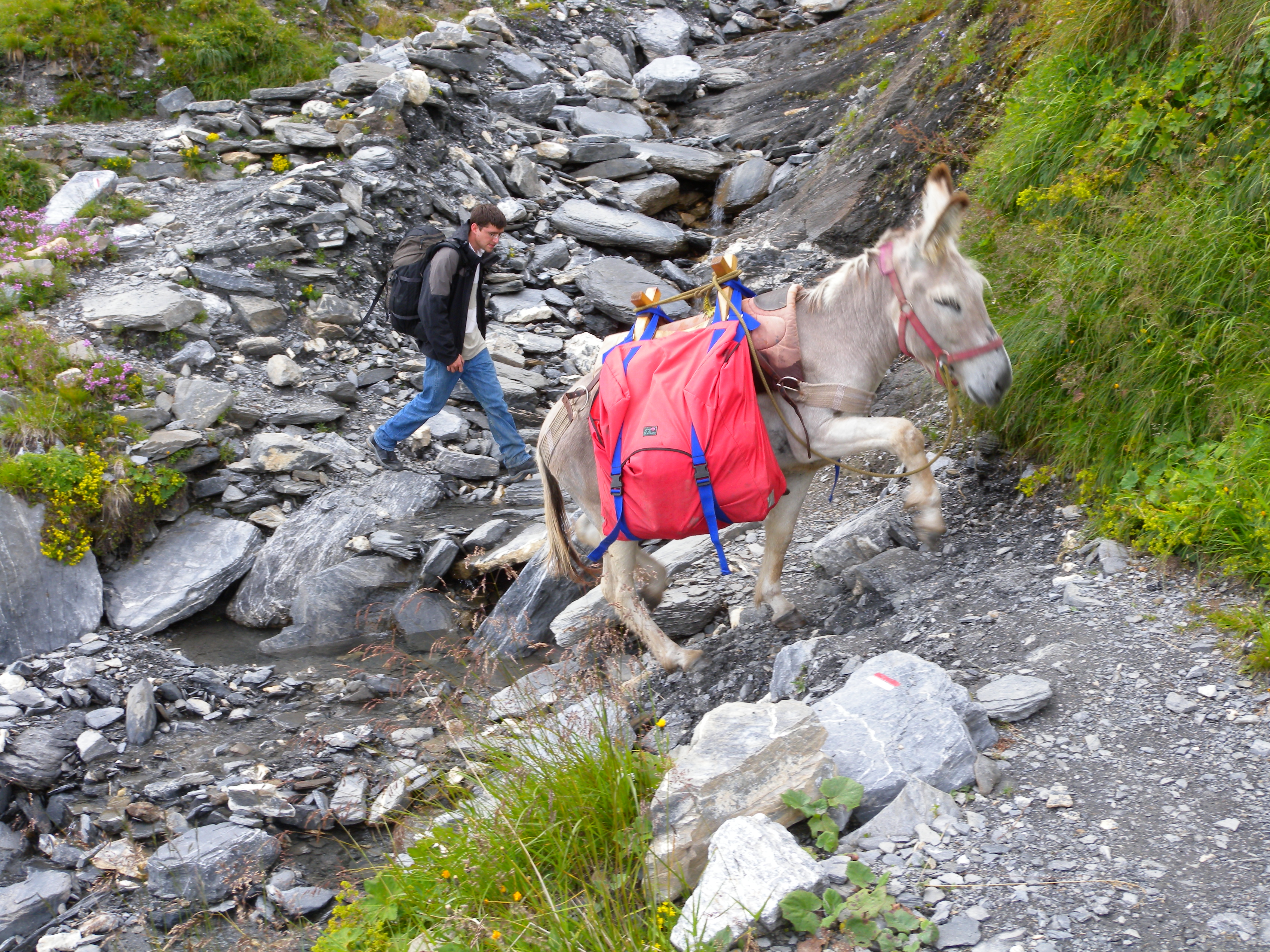
Uomo e asino camminano insieme affrontando un passaggio lungo un sentiero.

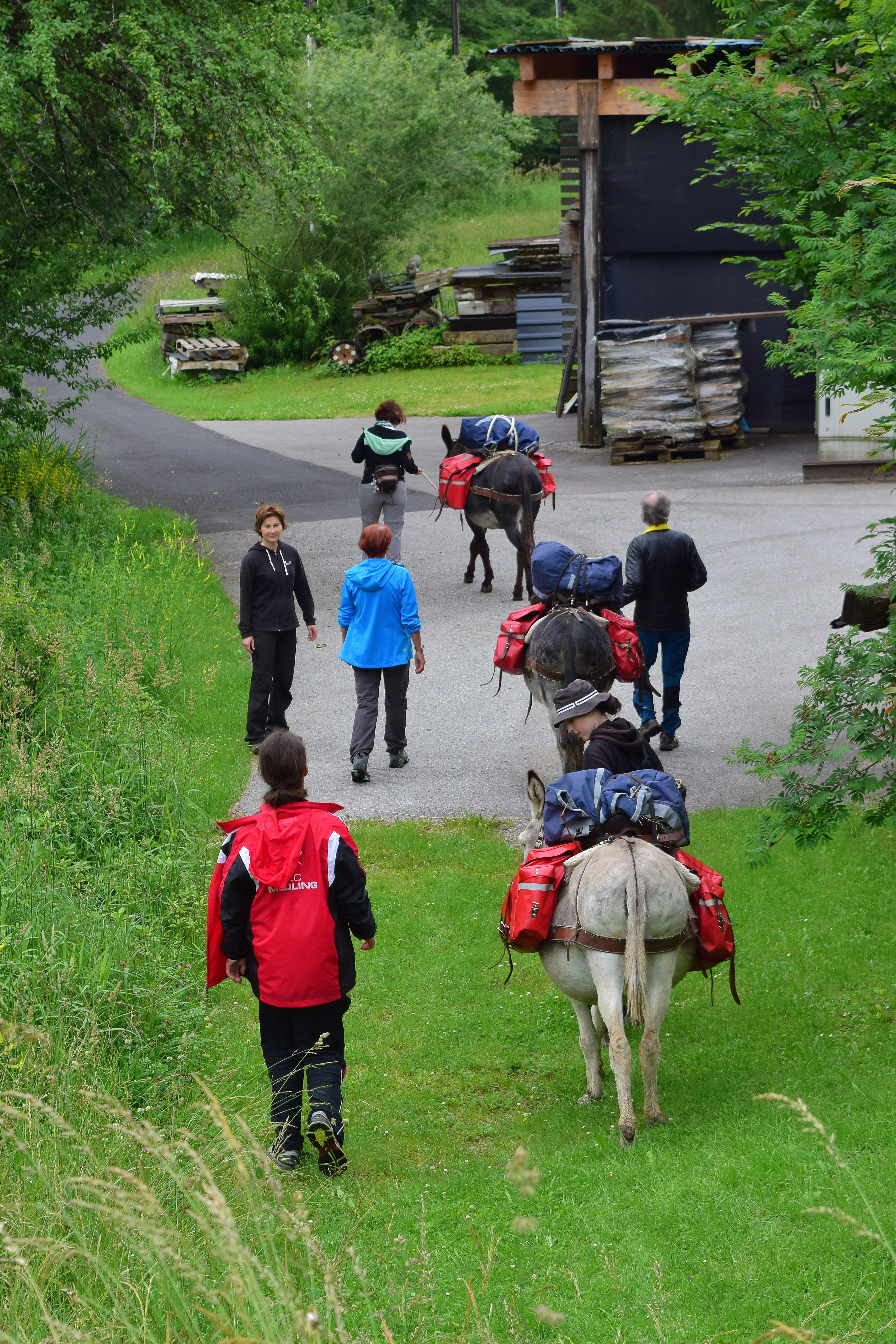
Escursione someggiata in Austria

Allo stesso modo, la riscoperta degli asini è andata di pari passo con il declino del turismo di massa, la nascita del Movimento Slow e di una visione turistica più attenta alle esigenze del turismo di nicchia e allo stesso tempo più vicina al contesto locale degli operatori sul territorio, visto come un bene da valorizzare. Nell'ultimo decennio la diffusione dei valori dell'ambientalismo è arrivata a una visione più ampia legata al movimento per la decrescita felice, nel cui contesto culturale l'escursionismo someggiato si inserisce agevolmente, tanto da venir usato, tra il 2004 e il 2005, come forma di attivismo, da François Schneider, un divulgatore della decrescita.
In quest'ottica, l'escursionismo someggiato viene usato come ingegnosa alternativa per recuperare turisticamente zone poco ricche di risorse appetibili al turismo tradizionale: a metà strada tra onoterapia, riscoperta della tradizione, e moderno escursionismo di gruppo organizzato, la pratica di questa forma di mobilità dolce è recente e si affianca agli altri modi pensati per favorire uno sviluppo sostenibile del territorio e valorizzare le risorse locali in chiave ecoturistica, per esempio con la riscoperta delle antiche mulattiere e dei tratturi usati come ippovie e greenway.

## Diffusione
Questo approccio agli asini e l'escursionismo someggiato è diffuso soprattutto in Francia, dove, nel 2007, si contavano circa 150 fattorie specializzate nell'offerta delle passeggiate con asini di cui ben 80 associate alla Fédération nationale ânes et randonnées (FNAR). Nel 2003 le aziende aderenti erano solo 65.
In varie regioni italiane le escursioni someggiate affiancano l'attività di onoterapia o della salvaguardia delle razze in via d'estinzione da parte di aziende legate all'ecoturismo, anche se restano marginali rispetto alle escursione a cavallo. Seppure non ci siano cifre ufficiali aggiornate, nel quinquennio 2000-2005, dopo anni di decrescita, la popolazione asinina in Italia è passata da circa 24.000 capi, indicati da The Donkey Sanctuary come allevati prevalentemente per la carne, a circa 29.000 esemplari, fino ai 36.000 esemplari indicati da Coldiretti nel 2009, di cui 14.865 capi al Sud, 7.693 capi nel Centro Italia e 13.735 capi al Nord, con un incremento dovuto soprattutto all'aumento delle allergie infantili per il latte vaccino e la conseguente maggior richiesta di latte di asina. Tuttavia, non si dispone di cifre precise su quanti di questi capi siano allevati anche, o esclusivamente, per le escursioni someggiate.